# Nicolás Delli

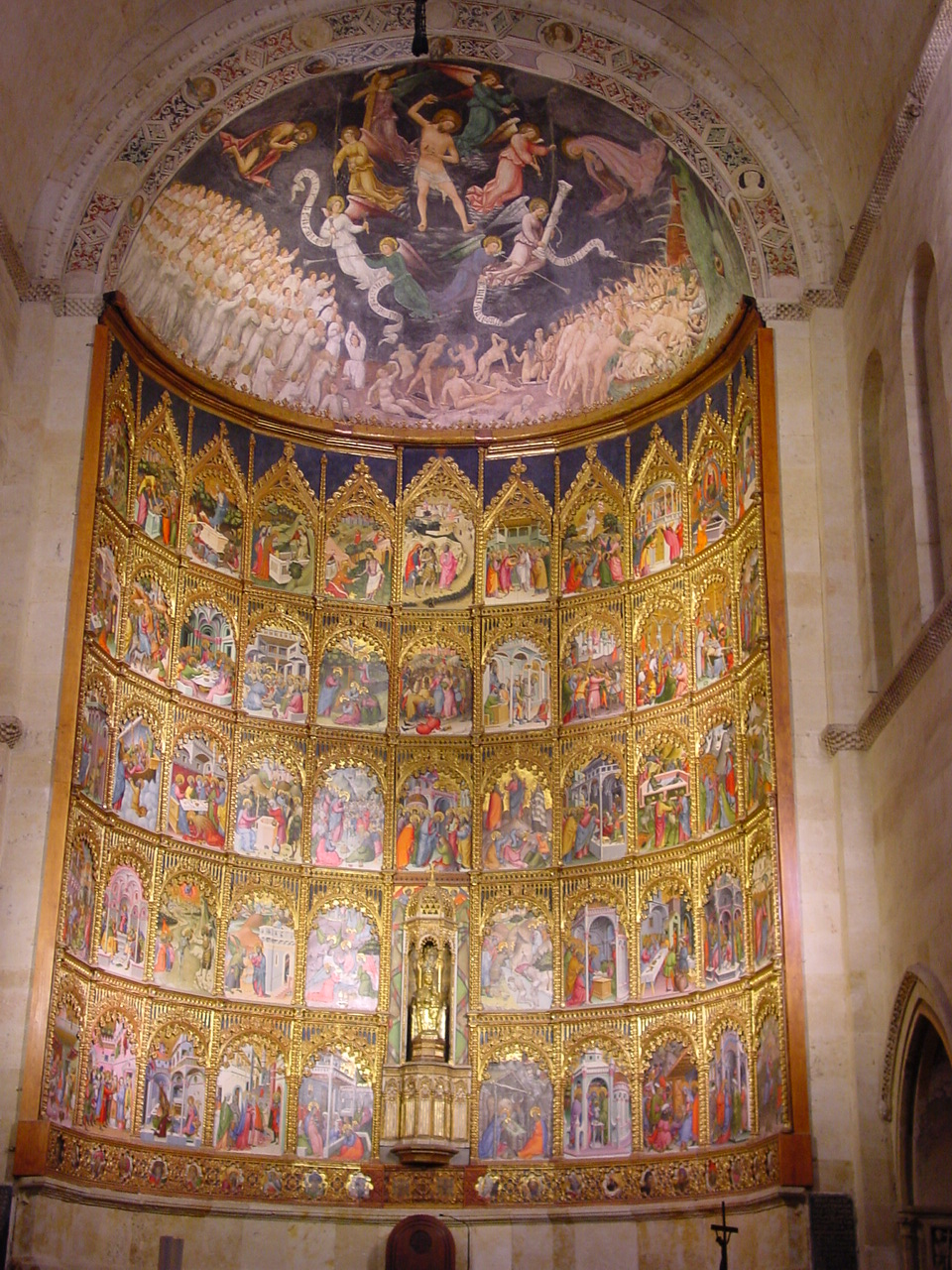
Retablo de la Catedral Vieja de Salamanca con la pintura mural del Juicio Final en el cascarón del ábside.

Nicolò Delli, llamado en España Nicolás Florentino (Florencia, 1413 - Valencia, 1470) fue un pintor italiano del estilo gótico internacional que trabajó en España, en concreto en el reino de Castilla. Se ha considerado tradicionalmente que los hermanos Nicolás y Dello Delli pintaron la bóveda del Juicio Final y el retablo mayor de la Catedral Vieja de Salamanca, aunque es cuestión controvertida.
Nicolás perteneció a una familia de pintores, pues también lo fueron sus hermanos Dello Delli y Sansone Delli. Durante mucho tiempo se pensó que Dello Delli y Nicolás Fiorentino eran la misma persona, pero actualmente se considera que son dos personas distintas.
Nicolás Delli empezó como aprendiz de pintor en 1430 en Florencia. Se supone que partió a España en 1442, pues por entonces desaparece del censo florentino. Entre 1442 y 1445 trabaja en Salamanca, junto a sus hermanos Dello y Sansone, en el retablo de la catedral vieja, realizando los últimos cinco paneles, motivo por el que fue considerado el artista más capaz para pintar los frescos de la bóveda con el tema del Juicio Final, firmando el contrato el día 15 de diciembre de 1445.
Se le encargó la realización de una tabla en la que estuviera Isabel de Hungría para el convento de San Francisco y Santa Isabel de Salamanca.
En 1446 trabaja en la localidad vecina de Cantalapiedra , donde, gracias a un documento, se sabe que acogió como aprendiz a un niño de Ávila. Su hermano Sansone firma el contrato en su nombre, debido a su ausencia temporal. Trabaja también para la iglesia de San Pedro en Calvarrasa de Abajo, un pequeño pueblo a diez kilómetros de Salamanca, donde probablemente realiza un retablo sobre la Vida de la Virgen y la Infancia, la Pasión, Muerte y Resurrección de Cristo y sobre el tema hagiográfico de San Martín.
En septiembre de 1469 la curia catedralicia de Valencia manda a Castilla al procurador Joan Ridaura para contratar a Nicolás, para que restaurara los frescos del altar mayor de la catedral, afectados por un incendio. La curia le propone, como primera tarea, una Adoración de los Magos, para la Sala Capitular. No obstante, tuvo dificultades para empezar la obra puesto que enfermó. Recayó el 12 de febrero de 1470.
El 11 de julio de 1470, la curia catedralicia fija como retribución 150 monedas como precio por la ejecución del fresco de la Sala Capitular, pero el artista, gravemente enfermo, no pudo terminar la obra, por lo que se contrató a otros dos pintores, Baro y Juan de Oliva, para que lo acabasen. En noviembre de 1470, el estado de salud de Nicolás Florentino empeora gravemente y muere pocos días después. En marzo de 1471 su guardarropa y parte de sus bienes son vendidos al público por la curia catedralicia de Valencia para pagar sus deudas. 